# Illustrations of the Genus Carex
Illustrations of the Genus Carex (abreviado Ill. Gen. Carex) es un libro con ilustraciones y descripciones botánicas que fue escrito por el médico y botánico estadounidense, que residió en Gran Bretaña desde 1820; Francis M.B. Boott y publicado en 4 partess en los años 1858-1867.